# シェイラ・ラヴォー
シェイラ・ラヴォー Shayla LaVeaux（1969年12月27日 - ）は、アメリカ合衆国のポルノ女優、エキゾチックダンサー。

## 子供時代
シェイラは母子家庭で育ち、反抗的な子供だった。15歳までにコカインを覚え、学校を中退し、パーティーでストリップしたりした。彼女はこれについて「私は母に地獄を経験させましたが、それは母が育てた結果に他なりません。母はできる限りの最善を尽くしました。そして、私もできる限りの最善を尽くしました。」と語った。続けてシェイラは自分の少女時代について「私はアダルトビジネス界で多くの女の子達が経験したような恐ろしい家庭環境や幼児体験は経験していません。私はとても幸福で愛情のこもった家庭で育ちました。私と姉妹は親友で、私は定期的に親に会っています。」と自身のウェブサイトで述べている。

## 初期の職歴
ラヴォーは、コロラド州のレッド・ロック・アンフィシアターで行われるコンサートに行くためにヒッチハイクをしている時、ストリッパーの車に拾われ、その経験から初めてストリッパーとして働くことに興味を持った。18歳で、彼女はショットガン・ウィリーズというストリップクラブで働き始めた。後に彼女はバチェラー・パーティーの仕事を始めた。この仕事を通して、ラヴォーは後の彼女のマネージャー、ラッキー・スミスとスミスのガールフレンドであったアレクシス・デヴェルと出会った。
ラヴォーはバイセクシャルであったが、1990年にジェームズ・ワイザーと結婚した。彼は時折アンソニーの名義でビデオに出演し、彼女と共演した。女性と男性のどちらをより好むかと尋ねられたとき、彼女は「私は両方とも好きです、しかし、もし何処かの島に取り残されたとしたら、私が男性を選ばざるを得ないと思います…私の大好きな状況は、3Pです…または夫と私ともう一組のカップルと一緒に楽しむでしょう。私の夫はとてもオープンな人で、私が業界に入る前から、私は彼と一緒でした。なので彼はそれを楽しんでおり、楽しんでいる私を見ることも楽しんでいます。そして人々がそれを理解するのは難しいかもしれません。…実は私の初めての女性は、彼の元ガールフレンドでした、私たちが交際した時に彼らがまだ素敵な関係を続けていたことは私にとって快感でした…。私はそれが不思議だとは思いません、何の問題も無いことだと思います。」と語った
ラヴォーとワイザーはコロラド州・デンバー でストリップの会社を経営管理していた。ビジネスを上向きにさせるために、彼女は何誌かの雑誌でモデルをする決意をした。しばらくして、ラヴォーはポルノビデオに出演していたアレクシス・デヴェルと彼女のマネージャー、ラッキー・スミスと共にポルノの世界に飛び込むため、カリフォルニアに向かった。彼女は、ロサンゼルス（カリフォルニア州）でのポルノ映画撮影にデヴェルと同行した。ある女優がデヴェルの映画の撮影をすっぽかした時にラヴォーはその場に居合わせて、その女優の代役を務めた。これが彼女の映画歴の始まりとなった。

## ポルノ女優としてのキャリア
ラヴォーの最初の映画は1992年の『Curious 』だった。ラヴォーは芸名をシェイラとした理由を自身のサイトでこのように語っている。「ハイスクール時代の親友が彼女の赤ちゃんに「シェイラ」と名付けました。私はその名前がとても好きでした。「ラヴォー」は、有名なニューオーリンズのブードゥークイーン、マリー・ラヴォーにちなんでいます。彼女は、彼女のパワーだけでなく、年をとらない美しさでも有名でした。私は芸名を少しフランス風に間違って綴りました。(Laveau→LaVeaux) 」
映画『Lesbian Love Connection 』のセットでラヴォーに出会ったポール・ノーマンは、彼女と独占契約を交わした。ポールは、様々なビデオ会社への「餌」としてシェイラを使った。ビデオ会社がポールを映画の監督、プロデューサーとして雇うならば、彼はその見返りとして主演にシェイラをキャスティングした。それは当時としては巧妙な計画であり、その結果シェイラはひと月に4・5本の主演を得ていた。映画が市場でヒットし始めたとき、AVN誌の内容はシェイラのファンクラブのようであった。
ラヴォーは当面の成功を楽しんだ。1994年のAVN最優秀新人賞をAdult Video NewsからだけでなくAdam Film Worldからも贈られた。X-Rated Critics Organization (XRCO) もこれに倣った。シェイラ以前にこれを成し遂げたのはジンジャー・リンとバーバラ・デアだけであり、なおかつ彼女達は強力な会社の後ろ盾があって達成したのである。
デビューの翌年、シェイラは不調となり、引退を考えた。彼女は多くの作品への出演をキャンセルし、いくつかの大きなチャンスからも身を引いた。ラヴォーはコロラドに戻り、彼女が人生と仕事の妨げとなっていると感じる自分のむら気について、医師の診断を仰いだ。医者は注意欠陥障害と診断し、彼女は治療のための投薬を受けた。まもなく彼女は再起する決意とともに、ロサンゼルスに戻った。
シェイラはすぐにVCAピクチャーズとの契約をものにした。VCAピクチャーズは『未来性機ラバー・シティ (Latex) 』に続く、これまでに無い野心的なプロジェクトを作り出そうとしていた。シェイラはその役が欲しかったので、1年のうち51週に渡る契約をし、心機一転して活力を取り戻したシェイラを主役に据えた、マイケル・ニン監督の『ショック (Shock: Latex 2) 』をリリースした。シェイラは自身のウェブサイトで、彼女が出演した全ての映画の中でも「『ショック』は、私の絶対的なお気に入りです。」と明言している。この作品は1997年のAVNアワードにおいて、空前の11部門獲得という記録を打ち立てた。これによってシェイラはポルノ映画界の第一線に復帰した。
1998年、シェイラは同時に8人の男性と乱交するスチュワーデスを演じた『Starbangers 11 』で再び注目を集めた。
ラヴォーは、VCAピクチャーズとアシュトン・ビュー・プロモーションズのために働き続けた。長いキャリアにおいて、ラヴォーは200本以上の映画に出演した。
彼女は2002年にAVN殿堂、2008年にXRCO殿堂入りを果たした。

## 受賞
- 1993年 XRCO賞最優秀新人女優賞[4]
- 1994年 AVN最優秀新人女優賞[2]
- 1994年 Adam Film World最優秀新人女優賞
- 1997年 AVN 最優秀アウトレイジャス・セックスシーン賞 - 『ショック (Shock: Latex 2) 』（T・T・ボーイ、ヴィンス・ヴォイヤーとともに）[2]
- 2002年 AVN殿堂[5]
- 2008年 XRCO殿堂[6]